# Contee della Virginia

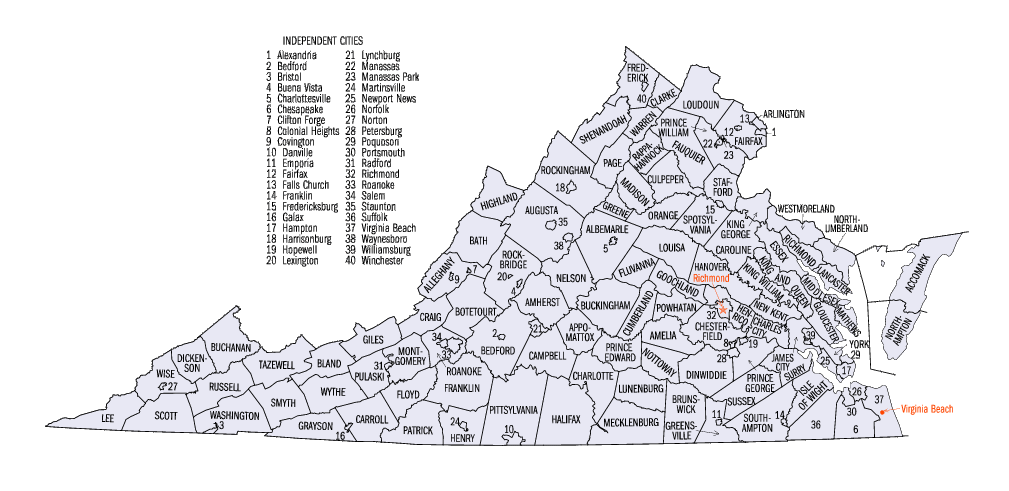
Contee della Virginia

Lista delle 95 contee della Virginia, negli Stati Uniti d'America:
- Accomack
- Albemarle
- Alleghany
- Amelia
- Amherst
- Appomattox
- Arlington
- Augusta
- Bath
- Bedford
- Bland
- Botetourt
- Brunswick
- Buchanan
- Buckingham
- Campbell
- Caroline
- Carroll
- Charles City
- Charlotte
- Chesterfield
- Clarke
- Craig
- Culpeper
- Cumberland
- Dickenson
- Dinwiddie
- Essex
- Fairfax
- Fauquier
- Floyd
- Fluvanna
- Franklin
- Frederick
- Giles
- Gloucester
- Goochland
- Grayson
- Greene
- Greensville
- Halifax
- Hanover
- Henrico
- Henry
- Highland
- Isle of Wight
- James City
- King and Queen
- King George
- King William
- Lancaster
- Lee
- Loudoun
- Louisa
- Lunenburg
- Madison
- Mathews
- Mecklenburg
- Middlesex
- Montgomery
- Nelson
- New Kent
- Northampton
- Northumberland
- Nottoway
- Orange
- Page
- Patrick
- Pittsylvania
- Powhatan
- Prince Edward
- Prince George
- Prince William
- Pulaski
- Rappahannock
- Richmond
- Roanoke
- Rockbridge
- Rockingham
- Russell
- Scott
- Shenandoah
- Smyth
- Southampton
- Spotsylvania
- Stafford
- Surry
- Sussex
- Tazewell
- Warren
- Washington
- Westmoreland
- Wise
- Wythe
- York